# Дракончикові
Дракончикові (Trachinidae) — родина риб ряду Perciformes. Містить два роди: Trachinus і Echiichtys (останній монотипічний, містить лише один вид — Echiichthys vipera). Поширені в морських субтропічних і помірних водах.
Сягають 37 см довжиною. Є отруйними рибами.